# Baltimore Orioles
De Baltimore Orioles (bijnamen: the O's en de the Birds) is een Amerikaanse honkbalclub uit Baltimore, Maryland. De club werd in 1886 opgericht als minor league team onder de naam Milwaukee Brewers (niet te verwarren met de huidige Milwaukee Brewers). In 1901 werd het een Major League team met de oprichting van de nieuwe American League. In 1902 verhuisde men naar St. Louis, Missouri en werd de naam veranderd in de St. Louis Browns. In 1954 kwam de club naar Baltimore en werd de naam opnieuw veranderd in Baltimore Orioles, naar de officiële vogel van de staat Maryland, de Baltimore Oriole (Icterus galbula) – in het Nederlands de Baltimore-troepiaal – uit de familie der troepialen.
De Orioles spelen hun wedstrijden in de Major League Baseball. De club komt uit in de Eastern Division van de American League. Het stadion van de O's is Oriole Park at Camden Yards. De club won de World Series drie keer: In 1966, 1970 en 1983.

## Orioles Hall Of Famers
Van 1886 t/m 1901 als Milwaukee Brewers, van 1902 t/m 1953 als St. Louis Browns, en van 1954 t/m heden als Baltimore Orioles.

Tussen haakjes: jaren actief bij de club.
| Speler - Roberto Alomar (1996 - 1998) - Luis Aparicio (1963 - 1967) - Harold Baines (1993 - 1995, 1997 - 1999, 2000) - Vladimir Guerrero (2011) - Reggie Jackson (1976) - George Kell (1956 - 1957) - Mike Mussina (1991 - 2000) - Eddie Murray (1977 - 1988, 1996) - Jim Palmer (1965 - 1967, 1969 - 1984) - Cal Ripken, Jr. (1981 - 2001) - Robin Roberts (1962 - 1965) - Brooks Robinson (1955 - 1977) - Frank Robinson (1966 - 1971) - Hoyt Wilhelm (1958 - 1962) | Manager - Wilbert Robinson (1902) - Frank Robinson (1988 - 1991) - Earl Weaver (1968 - 1982, 1985 - 1986) General Manager - Lee MacPhail (1959 - 1965) |

## Overige bekende oud Oriole spelers
| - Brady Anderson (1988 - 2001) - Mark Belanger (1965 - 1981) - Rich Dauer (1976 - 1985) - Mike Flanagan (1975 - 1987, 1991 - 1992) - Bobby Grich (1970 - 1976) - Dick Hall (1961 - 1966, 1969 - 1971) - Elrod Hendricks (1968 - 1972, 1973 - 1976, 1978 - 1979) - Chris Hoiles (1989 - 1998) | - Manny Machado (2012 - 2018) - Dave McNally (1962 - 1974) - Melvin Mora (2000 - 2009) - Boog Powell (1961 - 1974) - Brian Roberts (2001 - 2013) - Jonathan Schoop (2013 - 2018) - Ken Singleton (1975 - 1984) - B.J. Surhoff (1996 - 2000, 2003 - 2005) |

## Stadion

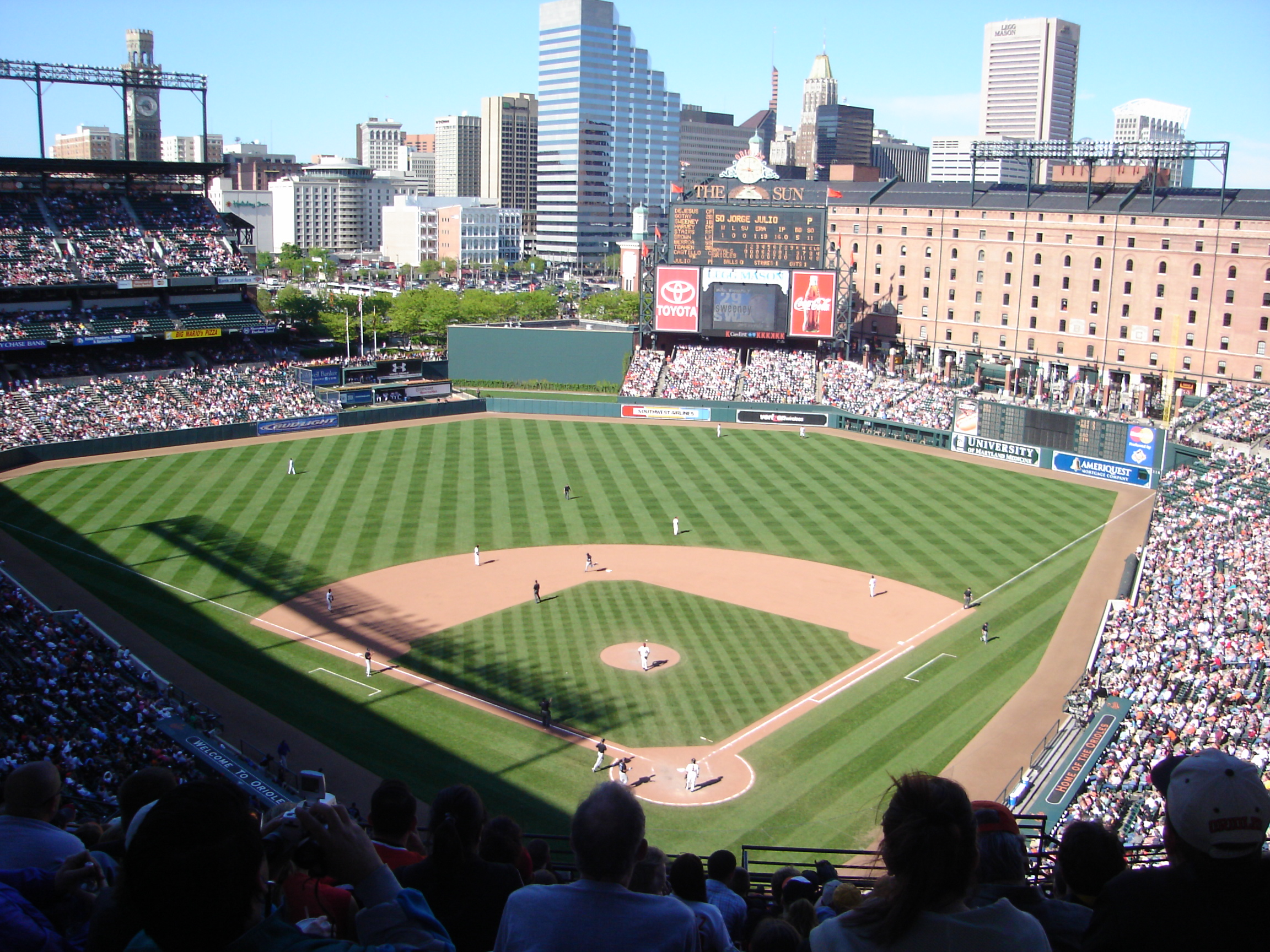
Oriole Park in 2005

De Baltimore Orioles zijn gehuisvest in het Oriole Park at Camden Yards aan de West Camden Street, vlak bij de Inner Harbor.

## Front Office
- (Principal) Owner: Peter G. Angelos
- C.E.O. / Chairman: John P. Angelos
- Manager: Brandon Hyde
- General Manager: Mike Elias

## Erelijst
Van 1886 t/m 1901 als Milwaukee Brewers, van 1902 t/m 1953 als St. Louis Browns, en van 1954 t/m heden als Baltimore Orioles.
- Winnaar World Series (3×): 1966, 1970, 1983
- Runners-up World Series (4×): 1944, 1969, 1971, 1979
- Winnaar American League (7×): 1944, 1966, 1969, 1970, 1971, 1979, 1983
- Winnaar American League East (10×): 1969, 1970, 1971, 1973, 1974, 1979, 1983, 1997, 2014, 2023
- Winnaar American League Wild Card (2×): 1996, 2012
- American League Wild Card Game (sinds 2012) (2×): 2012, 2016